# Binamare
Binamare (en népalais : बिनामारे) est un comité de développement villageois du Népal situé dans le district de Baglung. Au recensement de 2011, il comptait 2 352 habitants.